# Formula Apei
Formula Apei este un single al formației Carla's Dreams lansat la 21 noiembrie 2017. A fost compus și produs de Carla's Dreams. Piesa este extrasă de pe albumul ANTIEXEMPLU și a fost lansată la scurt timp după single-ul precedent, Frica. De producție s-au ocupat Alex Cotoi și Carla's Dreams.
Piesa s-a auzit prima dată live în cadrul concertului organizat la Arenele Romane de pe 13 mai 2017. Piesa s-a mai auzit live și în cadrul a altor concerte ale trupei.

## Videoclip
Filmările au avut loc la Chișinău sub regia lui Roman Burlaca, regizor cu care trupa a mai lucrat în trecut. Videoclipul prezintă un tânăr care poartă o haină de blană într–o cușcă executând un fel de dans contemporan ce ar prezenta o poveste de dragoste tumultoasă. În unele scene este prezentat și un câine husky, dar și un val imens de apă căzând din tavan. Clipul a fost postat pe canalul de YouTube al trupei și a adunat până în martie 2018 aproape 3 milioane de vizualizări.

## Lansări
| Țara    | Data              | Format           | Casa de discuri |
| ------- | ----------------- | ---------------- | --------------- |
| România | 21 noiembrie 2017 | Digital Download | Global Records  |